# بخش رمبائو
بخش رمبائو (به لاتین: Rembau District) یک منطقهٔ مسکونی در مالزی است که در نگاری سمبیلان واقع شده‌است.